# 60 ق هـ
60 ق هـ هي السنة الستون السابقة للهجرة النبوية، وهي توافق ما بين سنتي 563 و564 حسب التقويم الميلادي، أي أنها بدأت في سنة 563م وانتهت في سنة 564م.

## مواليد
- ضمرة بن ضمرة